# Shorea hypochra
Espèce
Statut de conservation UICN

 EN A2cd : En danger
Shorea hypochra est une espèce de plantes du genre Shorea de la famille des Dipterocarpaceae.